# Impius Mundi

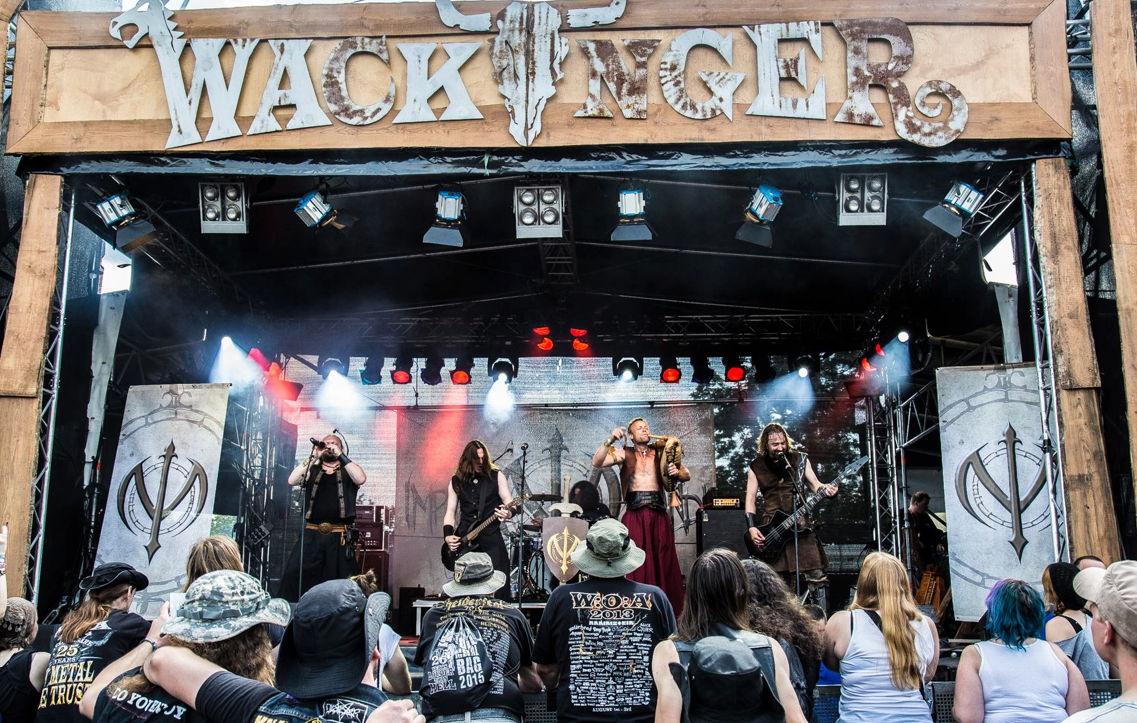
Impius Mundi auf der Wackinger-Stage beim Wacken Open Air 2015

Impius Mundi (lat. „Der Gottlose der Welt“) ist eine Musikgruppe aus dem niedersächsischen Hoya. Sie sind innerhalb der Mittelalterszene-Musik mit stilverwandten Bands wie Ragnaröek der klassischen Variante des Mittelalterrocks zuzuordnen. Andere Quellen rechnen ihre Musik aufgrund des starken Einflusses der Rockinstrumente dem Subgenre des Mittelaltermetal oder wegen ihrer charakteristischen Geigen- und Marktsackpfeifenanteile auch dem Folkmetal zu.
Die Texte von Impius Mundi sind deutschsprachig. Sie beschäftigen sich mit Themen der mittelalterlichen Lebensweise und -wirklichkeit sowie mit zeitlosen Themen um die Aspekte Liebe, Leid und Lebensfreude. Es werden fast ausschließlich eigene Texte verwendet. Traditionelle Textanteile finden sich noch in drei Liedern der beiden ersten Alben Feuerprobe und Diese Nacht.

## Geschichte
Die Band wurde 2006 aus Mitgliedern der Band Comes Vagantes gegründet, einer an den Katharinenmarkt Hoya angegliederten Gruppe von mittelalterlichen Spielleuten. Der Name stammt aus dem Lateinischen und bedeutet übersetzt „Der Gottlose der Welt“. In ihrem ersten Album Feuerprobe im Jahr 2009 sind viele traditionelle mittelalterliche Melodien verarbeitet. Die Texte sind aber bereits hier mit einer Ausnahme, die aus den Carmina Burana stammt, Eigenkompositionen, die sich nach Meinung von metal.de zwar etwas zahnlos anhörten, aufgrund ihrer mittelalterlichen Thematik aber zum Zuhören anregten. Der Terrorverlag bescheinigt der Band für ihr erstes Album kompositorische Stärke.
Im April 2013 erschien das zweite Album Diese Nacht. Mit diesem Album erreichte die Band regionale und überregionale Bekanntheit und zeige, dass sie etwas von Mittelalterrock verstehe und mit ihrer Musik in der Lage sei, so metal.de, so manches Werk anderer Bands in den Schatten zu stellen, da die Stücke einerseits nach vorne preschten, andererseits aber auch zurückhaltend und beinahe sanft einschmeichelnd daherkämen.
Erstmals spielte Impius Mundi 2013 auf dem Wacken Open Air, in dessen Vorfeld das Regionalfernsehen von Radio Bremen in der Sendung buten un binnen einen Bericht über die Band ausstrahlte. Sie gewann beim Festival-Mediaval in Selb, dem größten europäischen Festival im Bereich der mittelalterlichen Musik, den Goldenen Zwerg für die beste Newcomerband im Bereich Mittelalterrock, einen der bedeutendsten Musikpreise für Newcomer in der Mittelalterszene. Nach 2011 wurde Impius Mundi 2013 für ihren zweiten internationalen Auftritt erneut beim internationalen Musikfestival im polnischen Bartoszyce nominiert.
2014 wurde Impius Mundi zum zweiten Mal für das Wacken Open Air nominiert und spielte auch beim Nikolaustörn der Wacken-Veranstalter zusammen mit der Symphonic-Metal-Band Neopera in Hamburg. Zusammen mit Bands wie Saltatio Mortis teilte sie sich im selben Jahr die Bühne beim Burgfolk Festival in Mülheim an der Ruhr und mit Ignis Fatuu das Tivoli in Bremen. International trat die Band 2014 beim Mittelalterspektakel im österreichischen St. Pölten auf.
2015 spielte die Band zum fünften Mal in Folge auf der Roleplay Convention Messe in Köln. Im Sommer erschien anlässlich des zehnten Jahres der Bandgeschichte das dritte Album Decem, das seit 2016 über das Label Trollzorn Records vertrieben wird. Bei der Releaseparty spielten Impius Mundi gemeinsam mit den Bands Absence of Malice und TalentFrey. Das Album trifft international und national und auf ein positives Echo: einigen Stücken wird Hymnen-Potential zugesprochen. Für den Sonic Seducer zeigt Impius Mundi 2015 mit Decem eine deutliche Weiterentwicklung der Band, für das Magazin Orkus tritt die Band mit diesem Album klar aus dem Genre hervor. Für das MFG-Radio besticht Decem mit seiner Mischung aus Rock und Mittelalter. Im selben Jahr spielte Impius Mundi zum dritten Mal beim Wacken Open Air. Neuland betrat die Band im gleichen Jahr mit einem Chorkonzert, das sie gemeinsam mit 80 Sängern des großen Chors des Domgymnasiums in Verden (Aller) spielten. Diese Zusammenarbeit wurde ein großer regionaler Erfolg und unterstrich für die Medien, dass Impius Mundi in ihrer zehnjährigen Bandgeschichte eine ernstzunehmende Szeneband geworden sei. Auch bei der Premiere des Autumn-Moon Festivals in Hameln war die Band mit dabei.
Seit 2016 ist die Band beim Label Trollzorn Records unter Vertrag. Die im September 2016 in die Band aufgenommene Drehleier-Spielerin Annika Riediger verließ die Band im April 2017 wieder.
2017 lösten sich Impius Mundi auf, da es innerhalb der Band Unstimmigkeiten gab.
2023 am 17. Februar 2023 hatten Impius Mundi ihre Reunion im „Schwarzen Keiler“ in Nienburg/W.

## Diskografie
Alben
- 2009: Feuerprobe (Eigenvertrieb)
- 2013: Diese Nacht (Eigenvertrieb)
- 2015: Decem (Vertrieb seit 2016 Trollzorn Records)

Beiträge zu Kompilationen
- 2010: Mittelalter Party Vol. 2 – In Taberna
- 2013: Mittelalter Party Vol. 5 – Herr Rossi
- 2014: Verbündet Vol. 3 – Die Götter sind uns wohlgewogen[34]
- 2014: MPS Best of 2014 – Die Götter sind uns wohlgewogen[35]
- 2014: Zillo Medieval – Mittelalter und Musik CD 2/2014 – Scharlatan[36]
- 2015: Mittelalter Party Vol. 7 – Leb Dein Leben
- 2016: Mummenschanz Compilation Vol. 3 – Verdammt sein[37]

## Musikvideos
- 2016: Verdammt sein (Auskopplung aus der CD Decem, erschienen am 11. Mai 2016)[38]

## Auszeichnungen
- 2013: Goldener Zwerg als beste Newcomerband im Bereich Mittelalter-Rock beim Festival Mediaval in Selb